# Епархия Фэрбанкса
Епархия Фэрбанкса (лат. Dioecesis de Fairbanks) — епархия Римско-Католической церкви с центром в городе Фэрбанкс, США. Епархия Фэрбанкса входит в митрополию Анкориджа. Кафедральным собором епархии Фэрбанкса является Собор Святейшего Сердца Иисуса.

## История
27 июля 1894 года Святой Престол учредил апостольскую префектуру Аляски, выдели её из епархии Нью-Уэстминстера (сегодня — Архиепархия Ванкувера) и епархии Остовов Ванкувера (сегодня — Епархия Виктории). 15 февраля 1917 года Апостольская префектура была преобразована в апостольский викариат.
8 августа 1962 года Папа Римский Иоанн XXIII издал буллу «Ad sacerdotalis dignitatis», которой преобразовал Апостольский викариат Аляски в епархию Фэрбанкса.
В феврале 2008 года в епархии произошёл скандал, связанный с обвинением священнослужителей епархии в сексуальном насилии над 140 предполагаемыми жертвами. Епархия объявила себя банкротом, заявив, что не может удовлетворить предъявленный истцами денежное возмещение. Посредниками между епархией и истцами стали иезуиты, которые смогли договориться о возмещении на сумму 50 миллионов долларов. Представители епархии в ответ на это заявили, что годовой бюджет епархии составляет около 6 миллионов долларов и епархия не сможет удовлетворить предъявленный иск.

## Ординарии епархии
- апостольский префект Паскуале Този, О.И. (27.07.1894 — 13.09.1897)
- апостольский префект Жан-Батист Рене, О.И. (16.03.1897 — 28.03.1904)
- апостольский викарий Джозеф Рафаэль Джон Кримонт, О.И. (28.03.1904 — 20.05.1945)
- апостольский викарий Уорлтер Джеймс Фицджеральд, О.И. (20.05.1945 — 19.07.1947)
- епископ Фрэнсис Дойл Глисон, О.И. (8.01.1948 — 15.11.1968) — назначен титулярным епископом Куйкулы[итал.]
- епископ Роберт Льюис Уэлан, О.И. (15.11.1968 — 01.06.1985)
- епископ Майкл Джозеф Каницки, О.И. (01.06.1985 — 06.08.2000)
- епископ Дональд Джозеф Кеттлер (07.06.2002 — 20.09.2013) — назначен епископом Сент-Клауда
- епископ Чэд Зелински (08.11.2014 — 12.07.2022) — назначен епископом Нью-Алма
- епископ Стивен Маэкава[англ.] (с 11.07.2023)